# تا دم مرگ
تا دم مرگ (به انگلیسی: Until Death) یک فیلم اکشن و جنایی آمریکایی به کارگردانی سیمون فلووز محصول سال ۲۰۰۷ با بازی ژان کلود ون دام است.
این فیلم در ۲۴ آوریل ۲۰۰۷ به صورت ویدئویی در ایالات متحده منتشر شد. ژان کلود ون دام در نقش آنتونی استو، یک کارآگاه پلیس فاسد معتاد به هروئین که همه از او متنفرند، بازی می‌کند. پس از اصابت گلوله در یک تیراندازی به کما می‌رود. ماه‌ها بعد او بهبود می‌یابد و تصمیم می‌گیرد از شانس دوم زندگی خود استفاده کند.

## داستان
آنتونی استو (با بازی ژان کلود ون دم) مأمور پلیسی است که به دلیل اعتیاد شدید به مواد مخدر، زنگی‌اش دگرگون شده و دیگر همان آدم سابق نیست. آنتونی در حالیکه همسرش باردار است، قصد دارد از وی جدا شود اما در حالیکه قصد دارد گروهی آدمکش به سرپرستی مردی به نام کاهان را دستگیر کند، توسط یکی از افراد کاهان، گلوله‌ای به سرش اصابت کرده و به کما می‌رود …

## بازیگران
- ژان-کلود ون دام در نقش کارآگاه آنتونی استو
- سلینا گیلس در نقش والری استو
- مارک دیاموند در نقش مارک روسینی
- ویلیام اش در نقش سرژ
- استفان لرد در نقش جیمی مدینه
- گری بیدل در نقش رئیس مک بیلور
- سی. جرود هریس در نقش راس
- وس رابینسون در نقش چاد مانسن
- استیون ری در نقش گابریل کالاهان
- بافی دیویس در نقش جین
- آلانا ماریا در نقش کارآگاه کلمنتین هرینگتون
- فیونا اوشانسی در نقش لوسی
- ریچل گرانت در نقش ماریا رونسون
- آدام لیز در نقش ون هافل
- ترور کوپر در نقش والتر کاری
- پل ویلیامز در نقش تامی
- پیتر کویپر در نقش گانگستر پیر
- رایچو واسیلف به عنوان عضو خدمه
- ولیان ورگوف در نقش مامور ۱

## ساخت
- در ابتدا رینگو لام برای کارگردانی این فیلم پیشنهاد شد اما به دلیل اختلافات خلاقانه با تهیه‌کنندگان آنرا رد کرد.
- فیلمبرداری در صوفیه، بلغارستان از ۲۵ مارس تا ۳ مه ۲۰۰۶ انجام شد.
- تعداد اجساد این فیلم: ۳۸ مورد بود، ۲۲ کشته توسط ون دام انجام شد.
- اسکات ادکینز برای ایفای نقش شخصیت «ون هافل» پیشنهاد شد اما به دلیل تعهدات دیگر نتوانست برای بازی در این نقش قرارداد امضا کند. آدام لیز جایگزین او شد.
- این چهارمین باری است که یکی از فیلم‌های ون دام پس از حکم مرگ (۱۹۹۵)، مرگ ناگهانی (۱۹۹۵) و برخاسته از مرگ (۲۰۰۴)، کلمه «مرگ» را در عنوان فیلم دارد.

## پایان جایگزین
- در پایان نسخه اروپایی، هر یک شلیک می‌کند که دیگری را می‌کشد. والری فریاد می‌زند. در مقطعی در آینده، ما والری و یک دختر ۳ ساله را می‌بینیم. آنها روی قبر استو (با بازی ون دام) گل می‌گذارند.

- در پایان نسخه آمریکای، استو به کالاهان شلیک می‌کند و او را می‌کشد. چند ماه بعد، او در حال بزرگ کردن دخترش با والری، یک فرد کاملاً اصلاح شده، نشان داده می‌شود.

## بازخوردها
- این فیلم نه در میان تماشاگران و نه در میان منتقدان محبوبیتی نداشت. در راتن تومیتوز، رتبه مخاطبان آن ۳۹٪ است.[۲]
- چاک اولری از (فولوو درایودر) فیلم را به دو نیمه ارزیابی کرد: ۴۲ دقیقه اول «تنش‌آلود و نسبتاً جالب» است، اما پس از اینکه شخصیت اصلی «به یک مرد خوب تبدیل شد»، فیلم جذابیت کمتری پیدا می‌کند و ساعت آخر «واقعاً ناامیدکننده» است.
- دیوید نصیر به این نکته اشاره می‌کند که فیلم دارای «تعدادی سکانس اکشن واقعاً جذاب» است ولی در مجموع کسل کننده می‌باشد.[۳][۴]